# 一加手機6T
一加手機6T（OnePlus 6T，外文常缩略为OP6T）是中国大陆厂商一加推出的智能手机，于2018年11月6日发布。它是2018年发布的一加手机6继任者。

## 外部連結
- 一加手機6T （页面存档备份，存于）（简体中文）
- OnePlus 6T （页面存档备份，存于）（英文）

| 前任者： 一加手机6 | 一加手機6T 2018 | 繼任者： 一加手机7 |